# ターボファイル
ターボファイル（TURBO File）は、1986年にアスキーが発売したファミリーコンピュータ用の外部記憶装置。
後に改良版や他機種版も作成された。
なお、ターボファイルの商標権はアスキーがCSK・セガ傘下に在った時期にセガへ譲渡され、その後、セガと経営統合したサミーが、アスキーの周辺機器事業を引き継ぎ「ターボファイル」の名称の外部記憶装置を発売する。
電源として乾電池を使用する。乾電池の容量がなくなるとターボファイルGB・ターボファイルアドバンスを除きデータは消える。乾電池の交換時の電源は機器に内蔵されているコンデンサによるが、コンデンサはごく短時間しかもたない。

## ターボファイル
1986年発売。64KibitのSRAMを内蔵している。それまでファミコンの外部記憶装置はファミリーベーシックに接続使用するデータレコーダしか存在しなかったが、本機の登場でスピーディーかつ容易にデータの外部保存が可能になった。
対応ソフトは第1弾のキャッスルエクセレントを始めアスキーのソフトが大半だがダウンタウン熱血物語（テクノスジャパン）のように他社製のソフトも一部対応している。
ファミコン直結用とアスキースティックIIターボ用がある。複数ソフトでのデータ共存は不可能ではないが制約がある。サイズ72x72x39（mm）
ウィザードリィシリーズでは、育てたキャラクターを他のウィザードリィ作品に転送する目的で使われたほか、ROMカセットに内蔵されているバッテリーバックアップではデータ消滅の危険があるため、安全策として使用するプレイヤーもいた。
対応ソフト
- キャッスルエクセレント
- 覇邪の封印
- ウィザードリィ
- ウィザードリィII リルガミンの遺産
- ウィザードリィIII ダイヤモンドの騎士
- ベストプレープロ野球
- ベストプレープロ野球II
- ベストプレープロ野球'90
- ベストプレープロ野球スペシャル
- フリートコマンダー
- 忍者らホイ! 痛快うんがちょこ忍法伝!!
- いただきストリート 私のお店によってって
- ベスト競馬ダービースタリオン
- ダービースタリオン 全国版
- ダウンタウン熱血物語
- ダンジョンキッド
- ザ・マネーゲームII 兜町の奇跡

## ターボファイルII
1989年5月30日発売。ファミコン用。バンク切り換えを付加して記憶容量は従来のターボファイルの4倍となり、データも完全互換となっている。4つのバンクにそれぞれ1つずつ別々のデータを保存することができ、ターボファイル側に設置されているスイッチでバンクを切り換えることにより、記録・読取先を変えることができ、「ベストプレープロ野球」であれば、複数のリーグ戦を同時進行できる。拡張ポートがある。サイズ98x95x41（mm）。
拡張ポートには別売りの専用の小型データROMカセットを差し込む仕様で、対応したゲームのデータを更新して遊ぶことができた。ただし発売されたとされるデータROMは、ベストプレープロ野球シリーズ用データROMの「'89-Apr」と「'90-Jun」のみで、店頭販売の市販品ではなく通信販売専用の1000本限りという限定の直販方式であった。

## ターボファイルアダプター
1992年発売。1990年に発売開始されたスーパーファミコンは外部接続端子の形状がファミコンと異なっており、そのままでは従来のターボファイル・ターボファイルIIがスーパーファミコンに使用できないことから発売された変換器である。
スーパーファミコン本体とターボファイル・ターボファイルIIの間に繋いで使用する。「ウィザードリィV」ではファミコン版I・II・IIIで育てたキャラクターのデータを転送させるために用いられた。しかし、この方法でファミコンからスーパーファミコンへのデータ移行を実現したのはこの1作のみであった。
その他、ターボファイルII+ターボファイルアダプターに対応したスーパーファミコンソフトには「ダービースタリオン」などがある。

## ターボファイルツイン

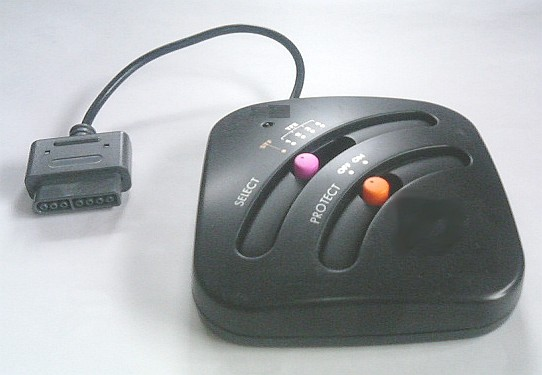
ターボファイルツイン。左のスイッチはバンク切り換えスイッチ。右のスイッチはプロテクトスイッチ

1994年発売。スーパーファミコン用のターボファイルである。ターボファイル側のスイッチ切り替えにより、スーパーターボファイルモードとターボファイルモードの2つのモードを切り換えることが可能であり、ソフトがどちらのターボファイルに対応しているかによって選択する。対応ソフトには「ダービースタリオン」シリーズや「タクティクスオウガ」「RPGツクール」などがある。
スーパーターボファイル（STF）モードでは、容量次第でデータを複数保存できる。ゲームごとにデータの一部分だけを小分けに保存することもでき、例えばダービースタリオンの場合、牧場のデータと対戦モード用に登録した馬データは別個となる。従来のように、ターボファイル側のスイッチ操作によるバンク切り換えがなくなり、ゲーム画面上で選択して記録・読み取りを行う方式になったので、操作がより簡便化された。
ターボファイル（TF）モードでは、従来と同じく、ターボファイル側のスイッチ操作によるバンク切り換え方式となる。バンク数はターボファイルIIと同様4バンク。ただし、ファミコンと接続することは不可能なので、スーパーファミコンの対応ソフトにしか使用できない。

## ターボファイルGB・ターボファイルアドバンス
ターボファイルGBは、2000年発売のゲームボーイ・ゲームボーイカラー対応のターボファイル。「RPGツクールGB」では、これが無いと他のユーザーに自作のゲームをプレイしてもらえない。メモリにフラッシュメモリを採用し、電池は動作用。サイズ79x120x30（mm）。
ターボファイルアドバンスは、2002年発売。アスキーのゲーム事業撤退に伴う周辺機器事業譲渡により、本機より発売元がサミーへ移る。「ダービースタリオンアドバンス」や「RPGツクールアドバンス」に対応。
実は両者共にハード自体は同一であり、ターボファイルGBでも対応GBAタイトルで使用できる。